# Gamali Felix
Gamali Felix (* 17. März 1999 in St. George’s) ist ein grenadischer Sprinter, der sich auf den 400-Meter-Lauf spezialisiert hat.

## Sportliche Laufbahn
Erste internationale Erfahrungen sammelte Gamali Felix bei den CARIFTA Games 2016 in St. George’s, bei denen er mit 14,55 m die Silbermedaille im Dreisprung in der U18-Altersklasse gewann und im Weitsprung mit 6,29 m auf Rang 13 gelangte. Im Jahr darauf belegte er bei den CARIFTA Games in Willemstad mit 7,10 m und 14,61 m jeweils den fünften Platz im Weit- und Dreisprung in der U20-Altersklasse und 2021 belegte er bei den erstmals ausgetragenen Panamerikanischen Juniorenspielen in Cali in 46,54 s den vierten Platz über 400 Meter. Im selben Jahr begann er ein Studium an der Arizona State University in den Vereinigten Staaten. 2023 belegte er bei den Zentralamerika- und Karibikspielen in San Salvador in 45,71 s den sechsten Platz über 400 Meter.
2018 wurde Felix grenadischer Meister im Dreisprung.

## Persönliche Bestzeiten
- 200 Meter: 20,91 s (+1,2 m/s), 29. April 2023 in Tucson
- 400 Meter: 45,12 s, 7. Juni 2023 in Austin
  - 400 Meter (Halle): 47,55 s, 11. Februar 2022 in Fayetteville
- Dreisprung: 14,91 m (−2,0 m/s), 11. März 2018 in St. George’s